# Spiophanes dubitalis
Spiophanes dubitalis är en ringmaskart som beskrevs av Meissner och Anne D. Hutchings 2003. Spiophanes dubitalis ingår i släktet Spiophanes och familjen Spionidae. Inga underarter finns listade i Catalogue of Life.